# 406-та окрема артилерійська бригада (Україна)
406-та окрема артилерійська бригада імені генерал-хорунжого Олексія Алмазова (406 оабр, в/ч А2062 (А1743)) — артилерійське з'єднання Командування морської піхоти України.
Бригада названа на честь Олекси Алмазова — генерала-хорунжого УНР.

## Історія
З березня 1993 року на підставі Директиви ГШ ЗС України 301-шу артилерійську бригаду (в/ч 48249) передано до складу 32-го армійського корпусу Одеського військового округу.
2001 року на підставі Директиви МО України та Директиви Командувача Південного оперативного командування 301-ша артилерійська бригада переформована у 406-й артилерійський полк.
2003 року на підставі Директиви МО України та Директиви командувача військово-морських сил ЗС України 406-й артилерійський полк переформовано у 406-ту окрему бригадну артилерійську групу.
2006 року на підставі Директиви МО України та Директиви начальника штабу — першого заступника командувача військово-морських сил ЗС України 406-ту окрему бригадну артилерійську групу переформовано у 406-ту окрему берегову артилерійську групу. Відповідно вимог директиви Міністра оборони України від 12.08.2010 року «Про проведення додаткових організаційних заходів у Збройних Силах України» до 20.02.2011 року переформована в 406-ту окрему берегову Сімферопольську артилерійську групу.

### Російсько-українська війна
З 28 лютого 2014 року військову частину бригади у Криму блокували російські війська. Половина офіцерського складу бригади залишилася вірною присязі, і 9 квітня 2014 року 73 військовослужбовці приїхали до Запоріжжя Командир з'єднання, Дмитро Козаченко, зрадив присязі та перейшов на сторону РФ.
На виконання вимог спільної директиви Міністерства оборони України та Генерального штабу Збройних сил України від 30 квітня 2014 року, плану тимчасової передислокації військових частин Збройних сил України з території Автономної Республіки Крим, затвердженого Міністром оборони України, та наказу Командування Військово-Морських Сил Збройних Сил України з 09.04.2014 передислокована, після окупації півострова, до Запоріжжя на базу 55 окремої артилерійської бригади (в/ч А1978).
Наказом Командування Військово-морських сил Збройних сил України від 17 березня 2015 року, військова частина з 15 квітня 2015 року передислокована до Миколаєва на фонди КЕЧ м. Миколаєва, а з 5 жовтня 2015 року мав початися процес переформування.
24 серпня 2016 року бригада отримала бойовий прапор.
Указом Президента України від 22 серпня 2018 року № 232/2018 бригаді присвоєне почесне найменування «генерал-хорунжого Олексія Алмазова».
В лютому 2021 року офіцери 406-ї окремої артилерійської бригади, зараховані до новоствореного берегового ракетного дивізіону, вивчали програмне забезпечення комплексу РК-360МЦ «Нептун». Наступний етап підготовки нового підрозділу — виїзд на полігон та проведення стрільб. На початку року стало відомо, що ВМС ЗС України створили ракетний дивізіон, що озброїться «Нептуном», і один з підрозділів перейшов на штат ракетного дивізіону. Таким чином військова частина готувалася прийняти перший дивізіонний комплект берегового ракетного комплексу РК-360МЦ «Нептун» того року.
15 березня 2021 року 65-й окремий береговий ракетний дивізіон ВМС України отримав дослідні елементи мобільного протикорабельного ракетного комплексу 360МЦ «Нептун». Зокрема, військові отримали командний пункт РКП-360, одну самохідну пускову установку УСПУ-360, транспортно-заряджальну машину ТЗМ-360 і транспортну машину ТМ-360, які використовували для випробувань у 2019—2020 роках. Також були передані макети ракет. Очікувалося, що штатну техніку дивізіон отримає в 2022 році.
У серпні 2021 року бригада показала фото із комплексом РК-360МЦ «Нептун» при підготовці до параду до Дня незалежності.

### Російське вторгнення 2022 року
13 квітня 2022 року ракетами Р-360 «Нептун» українські війська знищили російський ракетний крейсер «Москва», флагман Чорноморського флоту РФ. За даними Петра Порошенка, це здійснила саме 406-та бригада.
8 вересня 2022 Президент відмітив заслуги бригади при контрнаступі на Харківщині в районі Балаклії.

## Структура

### 2020
- управління (в тому числі штаб)[14]
- батарея управління
- дивізіон артилерійської розвідки

- 64 окремий гарматний артилерійський дивізіон (в/ч А4217, м. Білгород-Дністровський)[14]
- окремий гарматний артилерійський дивізіон (в/ч А3687, с. Дачне Одеська область)[14]
- 66 окремий гарматний артилерійський дивізіон (в/ч А2611, м. Бердянськ Запорізька область)[14][15]
- окремий артилерійський дивізіон (в/ч А1804, м. Очаків Миколаївська область)[14]
- інженерна рота
- рота матеріального забезпечення
- ремонтна рота
- рота охорони
- інші підрозділи

## Озброєння
- РК-360МЦ «Нептун»[11]
- 155-мм гаубиці M777 з тягачами FMTV B-kit[16][17]
- САУ «Богдана»[18]

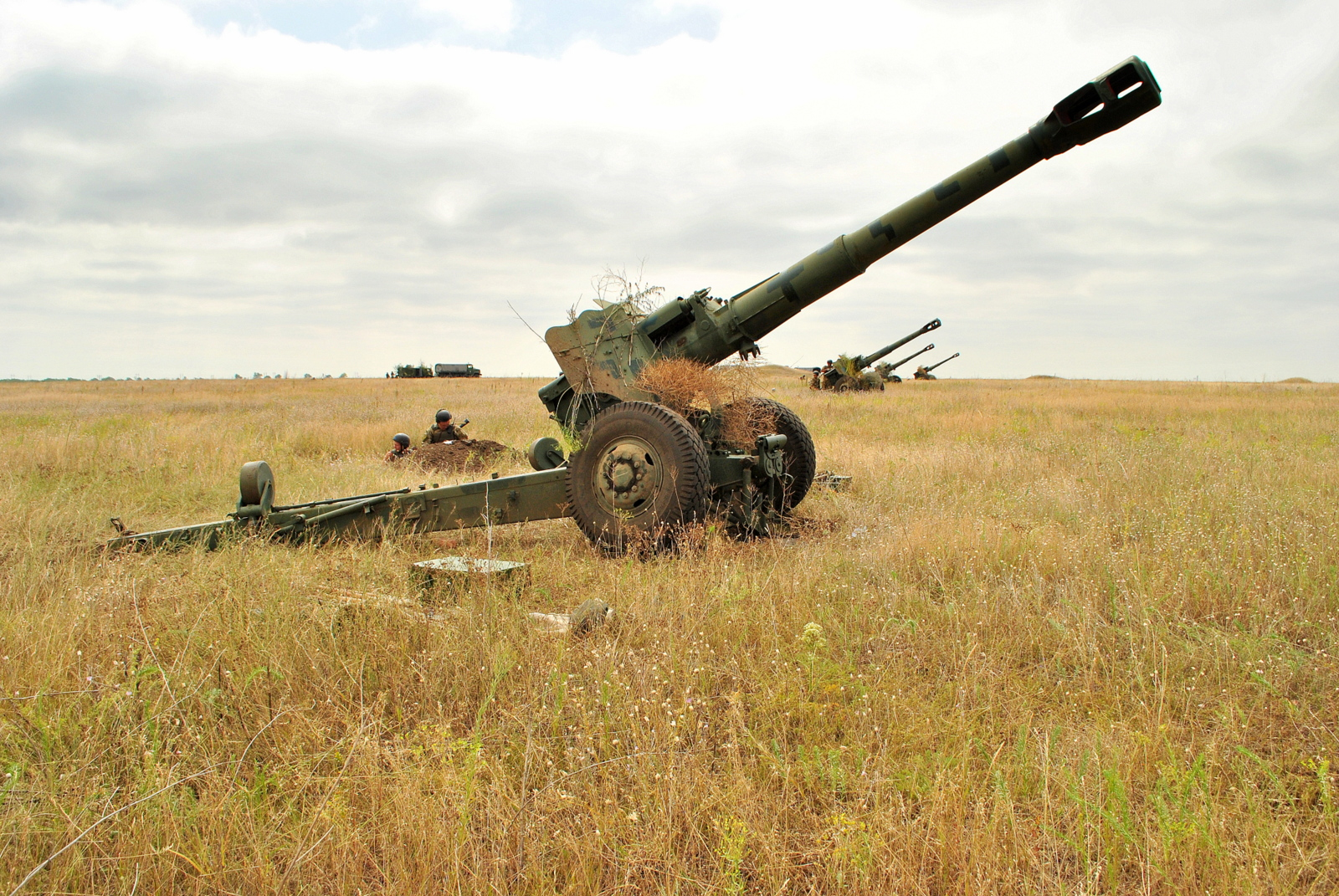
152-мм гармата-гаубиця Д-20 406-ї бригади. 2017.
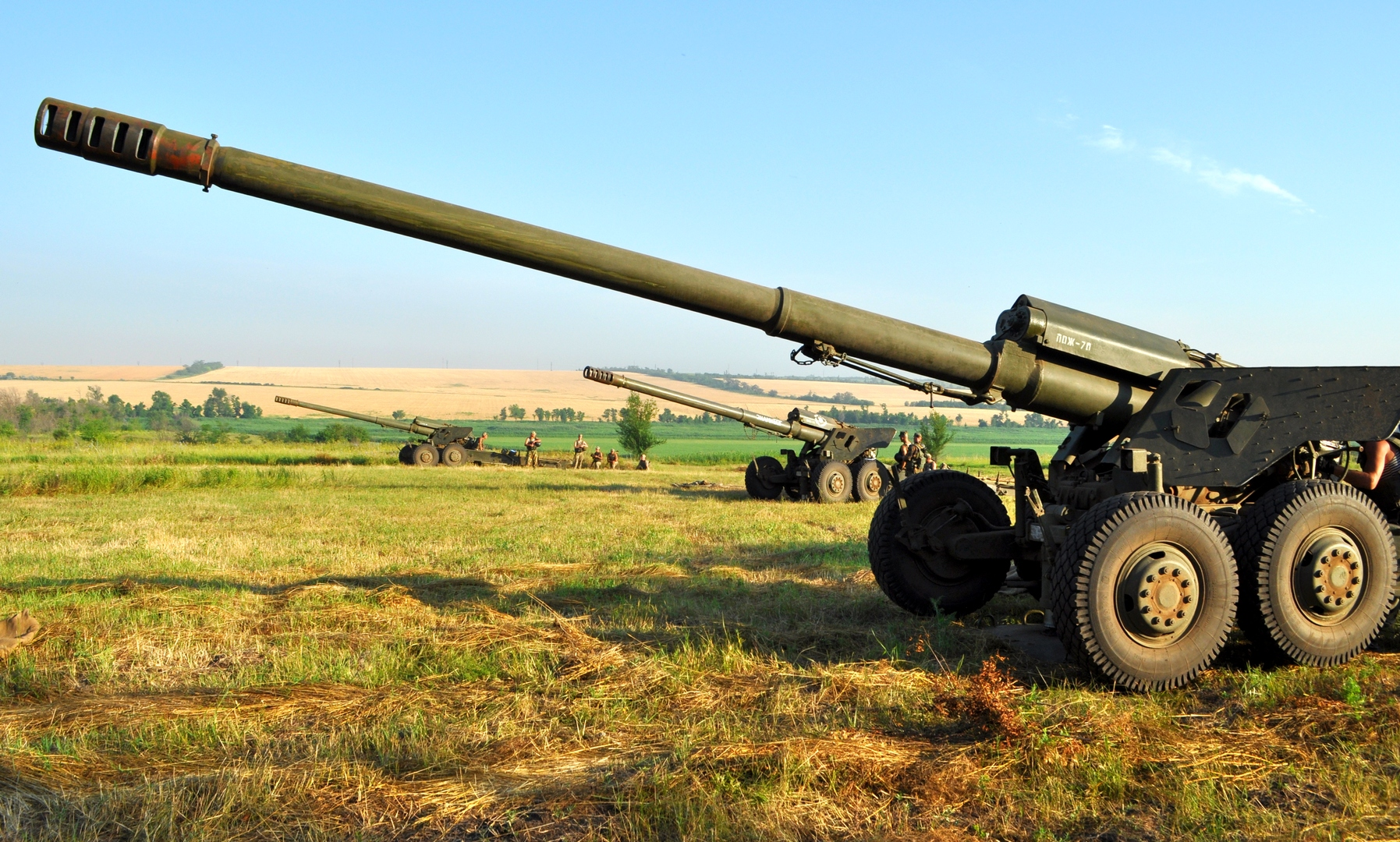
«Гіацинт-Б» під час тренувань під Маріуполем. 2017.

## Командування
- (1976) Бут Іван Миколайович
- (1986) Фоменко Володимир Костянтинович
- (1988) Кожевніков Борис Михайлович
- (1994) Гурін Олександр Іванович
- (1998) Думенко Микола Петрович
- (2001) Добринін Євген Вікторович
- (2008) Козаченко Дмитро Генадійович
- (2014) Добринін Євген Вікторович
- (2016) Шубін Андрій Володимирович[19]

## Втрати

### 2019
- Молодший сержант Фака Антон Олександрович[20]

### 2023
- 19 липня 2023 — Востріков Валерій («Рагнар»)[21].

## Цікаві факти

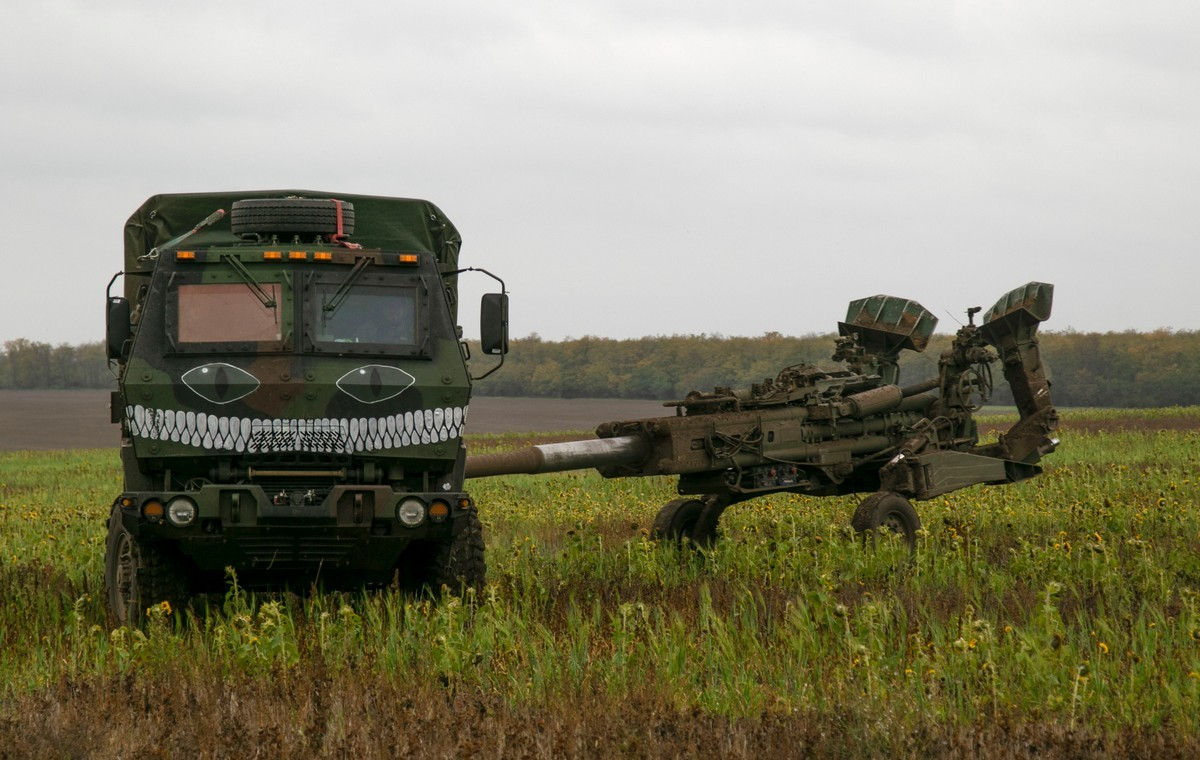
FMTV та M777

В 406 ОАБр є так званий «Підрозділ Чеширського кота», який відомий намальованою хижою усмішкою та очима на їх FMTV M1083.